# 宗像農業協同組合
宗像農業協同組合（むなかたのうぎょうきょうどうくみあい、通称：JAむなかた）は、福岡県宗像市に本店を置く農業協同組合。

## 区域
- 宗像市
- 福津市

## 沿革
- 1962年（昭和37年）5月 - 神興・北西郷・福間の各農協が合併し、福間町農協が発足[1]。
- 1963年（昭和38年）3月 - 津屋崎・勝浦の各農協が合併し、津屋崎町農協が発足[1]。
- 1964年（昭和39年）3月 - 吉武・赤間・河東・南郷・東郷の各農協が合併し、宗像町農協が発足[1]。
- 1965年（昭和40年）4月 - 田島・池野・岬・神湊の各農協が合併し、玄海町農協が発足[1]。
- 1977年（昭和52年）7月 - 宗像町・玄海町・福間町・津屋崎町・大島村の各農協が合併し、宗像農協が発足[1]。
- 1981年（昭和56年）3月 - 津屋崎カントリーエレベーター完成[2]。
- 1986年（昭和61年）5月 - 宗像カントリーエレベーター（初代。2021年（令和3年）1月に光岡カントリーエレベーターに改称）完成[2]。
- 1994年（平成6年）8月 - 冨地原ライスセンターおよび低温倉庫完成[2]。
- 2007年（平成19年）10月 - （株）道の駅むなかた設立に参加し、出資[2]。
- 2010年（平成22年）
  - 9月 - （財）むなかた地域農業活性化機構設立に参加し、出資[2]。
  - 10月 - 米粉パン工房「穂の香」開業[2]。
- 2012年（平成24年）4月 - 農業経営事業開始[2]。
- 2020年（令和2年）5月 - 支店統廃合を行い、13支店体制から10支店体制に再編[3][4]。
- 2021年（令和3年）
  - 1月 - 宗像カントリーエレベーターを光岡カントリーエレベーターに改称。隣接地に新たな宗像カントリーエレベーターを着工[5]。
  - 2月 - 支店統廃合を行い、10支店体制から8支店体制に再編[6][7]。
  - 3月 - 福間給油所閉店[8][9]。グリーンセンター大島開業[10]。
  - 12月 - グリーンセンター大島竣工[10]。
- 2022年（令和4年）
  - 3月 - 玄海農機センターを閉鎖[11]。宗像カントリーエレベーター完成・開業[5][12]。光岡カントリーエレベーター廃止。
  - 4月 - 南郷支店・東郷支店を統合・再編し、本店1階に新たな東郷支店を設置（7支店体制となる）[13]。
  - 11月 - 津屋崎カントリーエレベーター廃止・解体[14]。

## 店舗・施設
- 支店 7
- グリーンセンター 4
- 集荷場 3
- カントリーエレベーター 1
- ライスセンター 1
- 直販施設 3
- 給油所 2
- 農機センター 3
- 斎場 2
- 介護施設 2

## 関連法人
- 株式会社道の駅むなかた
- 一般財団法人むなかた地域農業活性化機構